# Sisicottus crossoclavis
Sisicottus crossoclavis là một loài nhện trong họ Linyphiidae.
Loài này thuộc chi Sisicottus. Sisicottus crossoclavis được František Miller miêu tả năm 1999.